# Lust (Staßfurt)
Lust ist ein Ortsteil der Stadt Staßfurt im Salzlandkreis (Sachsen-Anhalt).

## Geographie
Lust befindet sich etwa 1,3 km vom Ortskern Löderburgs entfernt. Rund fünf Kilometer südöstlich von Lust liegt das Stadtzentrum Staßfurts. Etwa einen Kilometer westlich des Ortes bei Athensleben verläuft die Bode in Süd-Nord-Richtung. Dieser Fluss entspringt im Harz und mündet bei Nienburg in die Saale. Am Karolinensee in Üllnitz beginnt der Marbegraben, der anschließend durch Förderstedt und Lust fließt und in die Bode mündet. Etwas flussabwärts überquert die Kreisstraße 1302 die Bode, sie durchquert Lust anschließend und stellt Verbindungen zur Landesstraße 71 nur wenige hundert Meter östlich des Ortskerns und in Atzendorf zu den Landesstraßen 70 und 50 her. In Lust endet zudem die aus Löderburg kommende Kreisstraße 1303 an der K 1302.
Lust ist umgeben von landwirtschaftlich genutzten Flächen, entlang der Ufer der Bode erstreckt sich ein schmales Waldgebiet. Um Lust liegen die Orte Rothenförde im Norden, Atzendorf im Nordosten, Förderstedt im Osten, Neu Staßfurt im Südosten, Löderburg im Süden und Athensleben im Westen. Alle umliegenden Orte zählen wie Lust zum Stadtgebiet Staßfurts im Salzlandkreis.

## Geschichte
Die Geschichte des Ortes Lust ist stark mit der im Ort ansässig gewesenen Gaststätte verbunden. Die heute unter dem Namen „Lustkrug“ bekannte Einkehr war um 1400 eine Zoll- und Pferdewechselstation. Der Ortsname Lust leitet sich wahrscheinlich vom Lustigen ab, das wohl im Lustkrug stattfand. Als die Familie Benäcke nach Athensleben zog, erbaute sie dort Ställe für Tiere, damit diese von den Guts- und Bauernhöfen keinen weiten Weg nötig hatten. Danach wurden Wohnungen und Häuser für Bedienstete errichtet. So entstand die Siedlung Lust um den Gasthof, die zur damals eigenständigen Gemeinde Athensleben gehörte. Von der Weimarer Zeit bis in die Nachkriegszeit von 1920 bis 1950 war der Lustkrug ein beliebtes Ausflugsziel. Im Jahr 1960 wurde er abgerissen und wenige Jahre später wieder aufgebaut. Heute wird keine Gastwirtschaft mehr betrieben, der „Lustkrug“ wird als Wohngebäude genutzt.
Der Ort selbst wurde nach Ende des Zweiten Weltkrieges Teil der Sowjetischen Besatzungszone und später der DDR. Seit dem 20. Juli 1950 gehörte Athensleben mit Lust zu Löderburg. In der 1952 durchgeführten Gebietsreform wurde Lust dem neugebildeten Kreis Staßfurt im Bezirk Magdeburg zugeschlagen. In den folgenden Jahren wurde die Landwirtschaft kollektiviert. Nach Wende und Wiedervereinigung wurde Lust Teil des wiedergegründeten Landes Sachsen-Anhalt und kam 1994 zum Landkreis Aschersleben-Staßfurt und 2007 zum Salzlandkreis. Seit dem 1. März 2003 ist Lust zusammen mit Löderburg Teil der Stadt Staßfurt.
Lust wird von Athensleben mit verwaltet und vom dortigen Ortschaftsrat vertreten.

## Wappen
Das Wappen ist identisch mit dem von Löderburg, durch die frühere Gemeindezugehörigkeit.